# معادلة ليتي ليما
معادلة ليتي ليما (25 مارس 1990 في بارا في البرازيل – )؛ هو لاعب كرة قدم كان يلعب كمهاجم.

## وصلات خارجية
- معادلة ليتي ليما على موقع Soccerway.com (الإنجليزية)
- معادلة ليتي ليما على موقع عالم كرة القدم.نت (الإنجليزية)